# イルマタル
イルマタル（フィンランド語: Ilmatar）は、フィンランドの叙事詩『カレワラ』に登場する乙女の精霊であり、大気の女神である。同叙事詩の英雄ワイナモイネンの母。

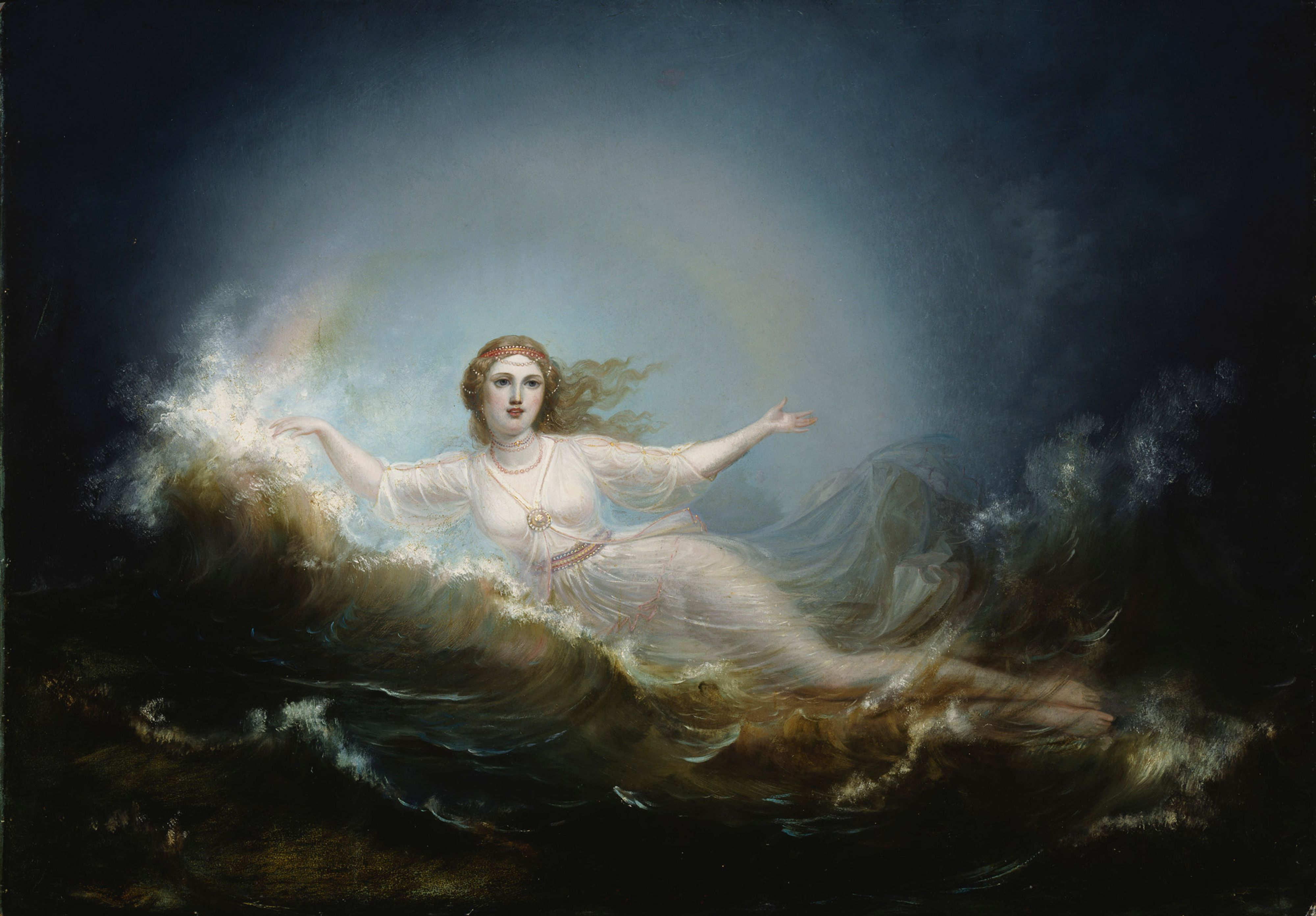
ロバート・ヴィルヘルム・エクマン作のイルマタル（1860）

## 名前の起源
イルマタルという名前は「空気」を意味するフィンランド語の「ilma」と、英語の「-ress」に対応する女性の接尾辞「-tar」に由来する。したがって彼女の名前は英語でAirressとなる。カレワラではルオンノタル（フィンランド語：luonnotar）と呼ばれることもあり、これは自然の女精霊（フィンランド語で"自然"を意味するluonto）が由来となっている。

## 「カレワラ」のイルマタル
夜の時代、原初の天と海だけしかなかった。イルマタルは700年間の休息を取る為に穏やか海に降りてきた。
イルマタルが目を覚ますと、彼女の膝の上で憩う鳥を見つけた。その鳥は自分のいる場所が安全だと感じて、6つの金の卵と1つの鉄の卵を産んでいた。鳥が卵を孵化していたので、イルマタルの膝が燃えるまで暖まっていた。
彼女は反射的に足を動かしてしまい、卵を膝から海へと落としてしまった。卵は粉々に割れてしまった。卵の殻の底部は大地を形成し、上部は空を形成した。そして卵の白身が月と星々になり、黄身が太陽になった。
イルマタルは創造された世界の光景を数百年もの間眺めていた。すると創造の意欲が湧いた彼女は、触れるものすべてに命を宿していった。足跡は魚たちの溜まり場を生み出し、指で指し示した線が大陸の輪郭となった。そしてイルマタルは海風との間に子を宿して、ワイナモイネンを出産した。

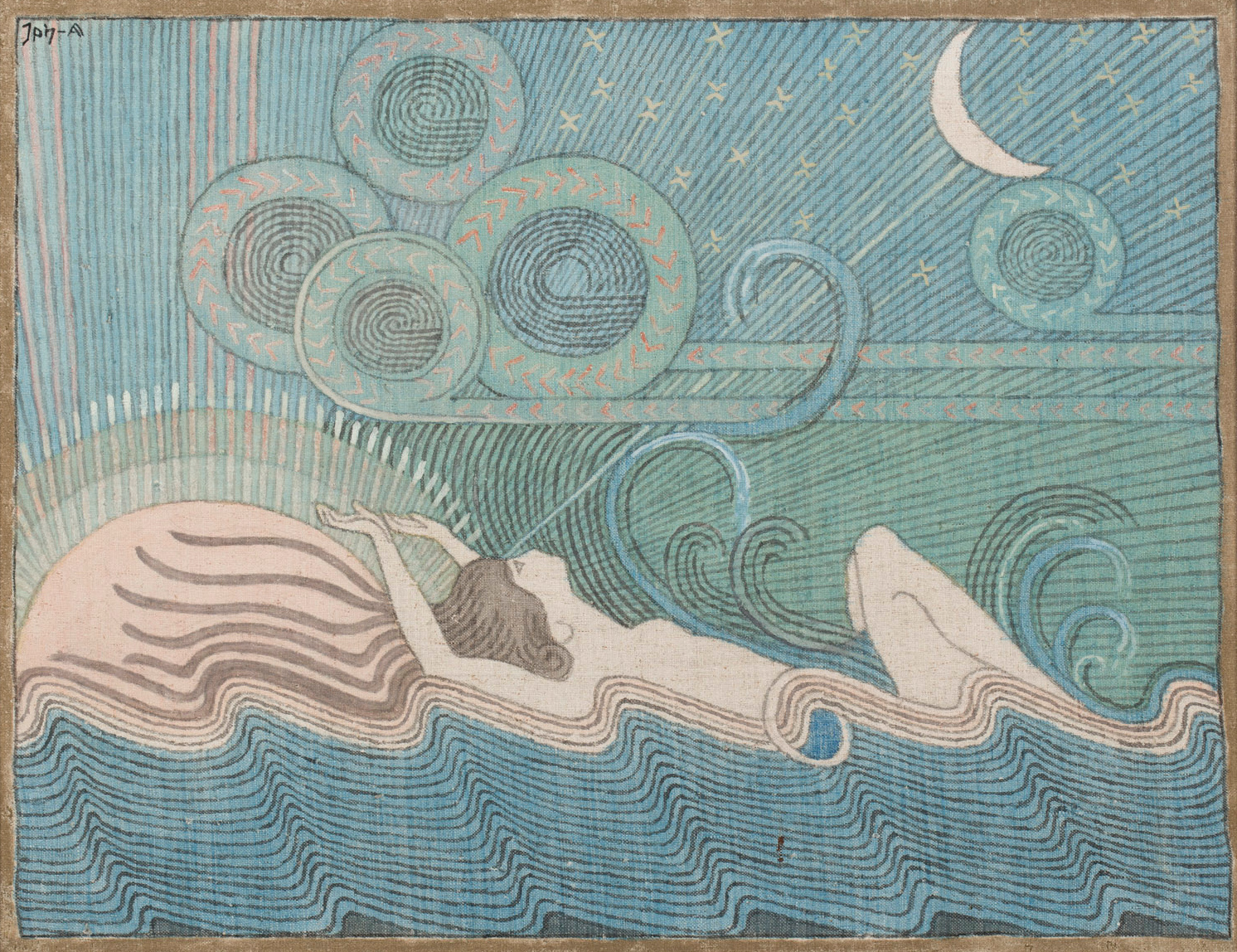
ジョゼフ・アラネン作のイルマタル(1913 - 1916)

## ジャン・シベリウスの「ルオンノタル」
ジャン・シベリウスは1913年にソプラノとオーケストラの為の交響詩「ルオンノタル」を作曲した。この曲では、カレワラで描かれている創造神話の万物の恐怖を表現しており、抗うことのできない力をシベリウスらしいメタファーで表している。

## 大衆文化への影響
- Ilmatar（英語版）は2000年にフィンランドのバンドVärttinä(ヴァルティナ)からリリースされたアルバム。カレワラの創造神話に触発されたテーマで、フィンランドの伝承や魔術を想起させる。
- 小惑星帯に存在する大きな小惑星385 Ilmatarは発見者のマックス・ヴォルフによってカレワラのイルマタルから命名された。
- ハンヌ・ライアニエミ著のSF長編小説『量子怪盗（英語版）』の中で、オールトの雲に住む人々がクータルやイルマタルに祈りを捧げている。
- アニメ作品「ストライクウィッチーズ」シリーズの登場人物エイラ・イルマタル・ユーティライネンはフィンランドをモデルとしたスオムス出身であり、名前のイルマタルはカレワラの女神と共通している。